# 貝瑞貢
貝瑞貢（Beregond）是英國作家托爾金奇幻小說的虛構角色。他是首任聖白部隊隊長，守護伊西立安王法拉墨，在此前，他是米那斯提力斯衛戌部隊第三連的成員。《魔戒》有述，貝瑞貢在米那斯提力斯被圍攻期間，救起了法拉墨，遂被指派為聖白部隊隊長。

## 生平
在小說裡，貝瑞貢及他的兒子伯幾爾（Bergil）是哈比人皮聘在米那斯提力斯的嚮導與好友。貝瑞貢被描述為黑髮灰眼的高大男子，如其他米那斯提力斯的男子一樣。他穿著黑色皮革及頭盔，並持有一口劍及弓，這是衛戌部隊的服裝。貝瑞貢聽聞過皮聘的事跡，對他甚為敬佩。
基於他對剛鐸人民的效忠，他斥責受悲痛刺激的迪耐瑟二世不顧戰局，反而欲與被認為即將死去的法拉墨赴死。貝瑞貢從皮聘口中得知迪耐瑟二世欲帶同重傷的法拉墨自焚之後，他擅離職守，趕到拉斯迪南（Rath Dínen），殺死一名欲阻止他的守衛，並持劍與三名奉迪耐瑟二世之命拿取木薪燃料的部下對抗，為甘道夫及皮聘爭取到時間拯救法拉墨。貝瑞貢亦參與黑門之戰，他被食人妖首領擊倒在地上，皮聘刺死了食人妖，救下貝瑞貢。
魔戒聖戰結束後，伊力薩王針對貝瑞貢的罪行下達判決，貝瑞貢轉任為法拉墨的守衛。

## 改編描述
在電影《魔戒》系列裡，貝瑞貢並沒有出現，他的角色由甘道夫及皮聘取代。事實上，貝瑞貢有被寫入其中一幕，由伊恩·曉士（Ian Hughes）飾演，他有引人注目的金髮。在製作期間，製片人決定將該角色的名字轉成「伊羅拉斯」（Irolas），在小說裡，伯幾爾曾提及他的叔叔伊歐拉斯（Iorlas），大抵是貝瑞貢的弟弟。

## 外部連結
- 剛鐸衛戌貝瑞貢 （页面存档备份，存于） 托爾金入門